# 蘇普薩河
42°01′09″N 41°45′09″E / 42.0192°N 41.7526°E

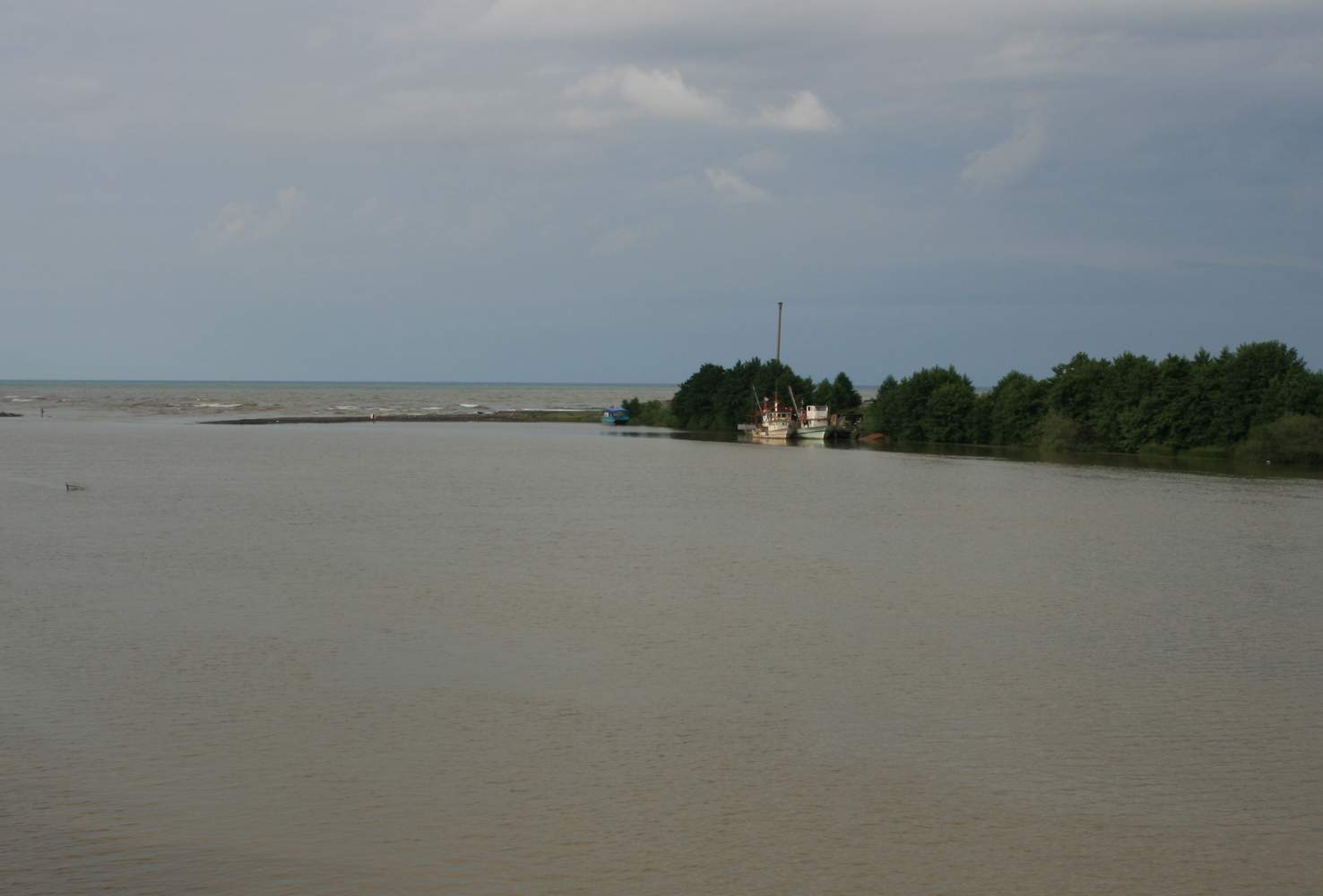

蘇普薩河是格魯吉亞的河流，位於該國西部古里亞大区，河道全長108公里，流域面積1,130平方公里，最終注入黑海，河畔城鎮有喬哈陶里。